# 米格爾·基思號機動登陸平台艦

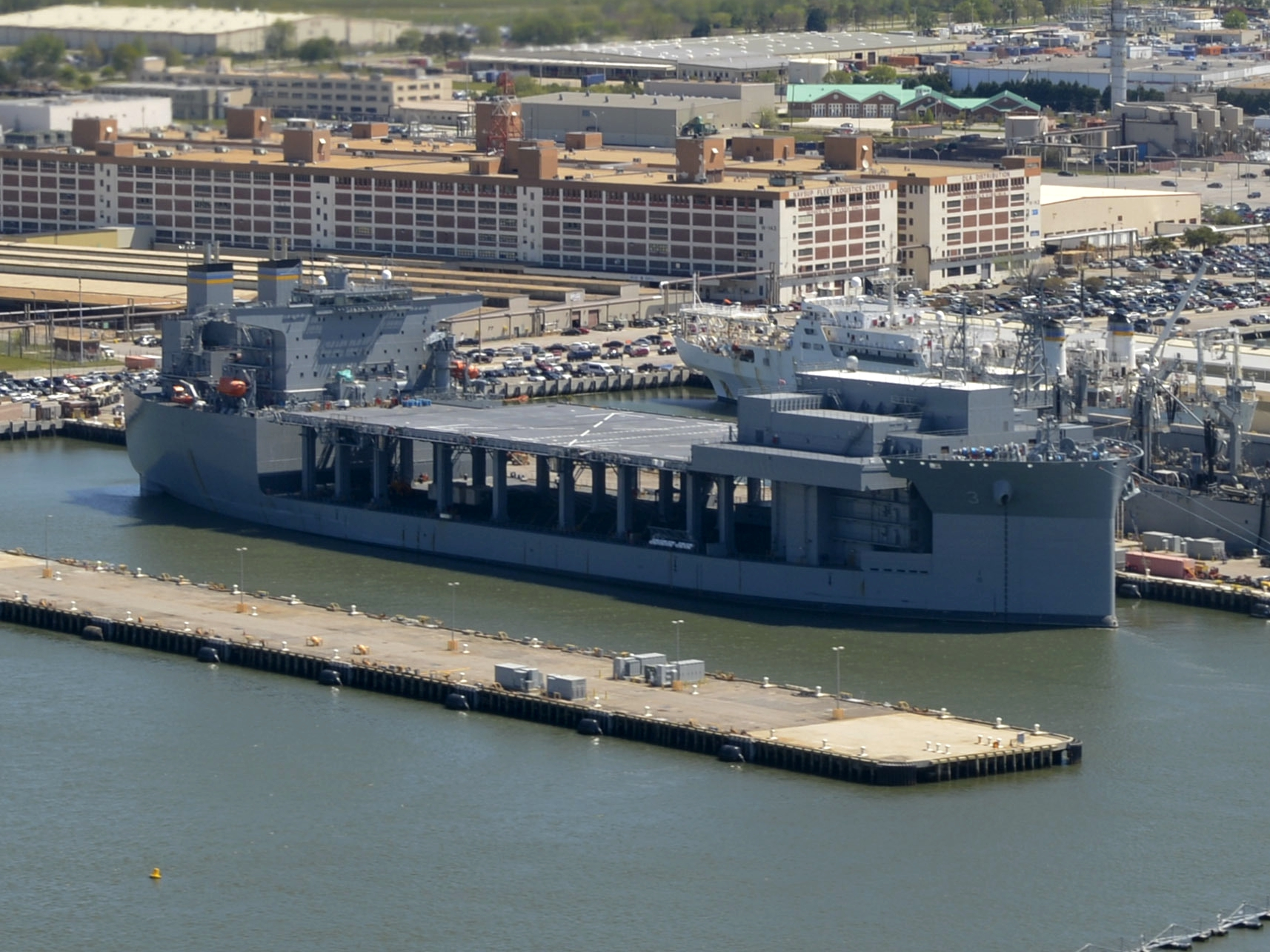

米格爾·基思號遠征移動基地艦（USS Miguel Keith，ESB-5）是服役於美國海軍中的一艘遠征移動基地艦。目前為美軍最大排水量的常規動力船艦。
2017年11月5日，在马里兰州国家港口举行的第242届美国海军陆战队美国海军陆战队生日舞会上，美国海军部长理查德·沃恩·斯宾塞以越南戰爭的陸戰隊戰爭英雄米格爾·基思的名字命名了这艘船。
米格爾·基思號于2018年1月30日铺设龙骨，并于2019年11月15日交付给美国海军。2021年5月8日，米格爾·基思號号在北岛海军航空站正式服役。
2022年3月，据南海战略态势感知报道，米格尔·基思号出现在南海巴士海峡西南，这是米格尔·基思号自2021年10月部署至西太平洋以来首次到南海活动。